# Târ (luth)
 (mai 2012).
Si vous disposez d'ouvrages ou d'articles de référence ou si vous connaissez des sites web de qualité traitant du thème abordé ici, merci de compléter l'article en donnant les références utiles à sa vérifiabilité et en les liant à la section « Notes et références ».
Pour les articles homonymes, voir Tar.

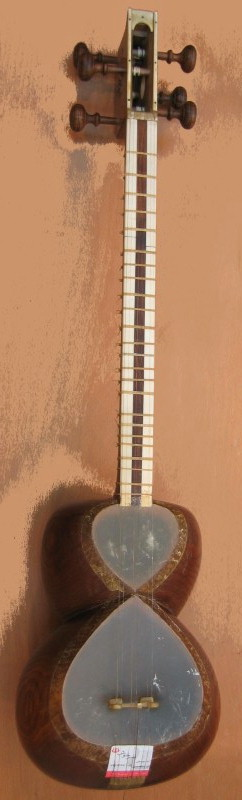
Târ persan.

Le târ est un instrument à cordes pincées trouvé en Perse (Iran), en Azerbaïdjan, au Kurdistan, en Géorgie, en Arménie, en Turquie, en Ouzbékistan et au Tadjikistan. C'est un luth à long manche avec un corps en forme de double cœur. 
Le mot تار târ signifie "corde" en persan. Les interprètes sont appelés tarzen. Le tar azerbaïdjanais est le principal symbole de la culture de l'Azerbaïdjan. 
En 2003, le mougham azerbaïdjanais a été inscrit au patrimoine culturel immatériel de l'humanité par l'UNESCO et a créé des conditions pour la reconnaissance du tar, du kamantcha et du gaval, les trois instruments composant le mougham. « La facture et la pratique musicale du tar, instrument à cordes à long manche » ont été inscrites en 2012 par l'UNESCO sur la liste représentative du patrimoine culturel immatériel de l'humanité.

## Histoire

### En Azerbaïdjan

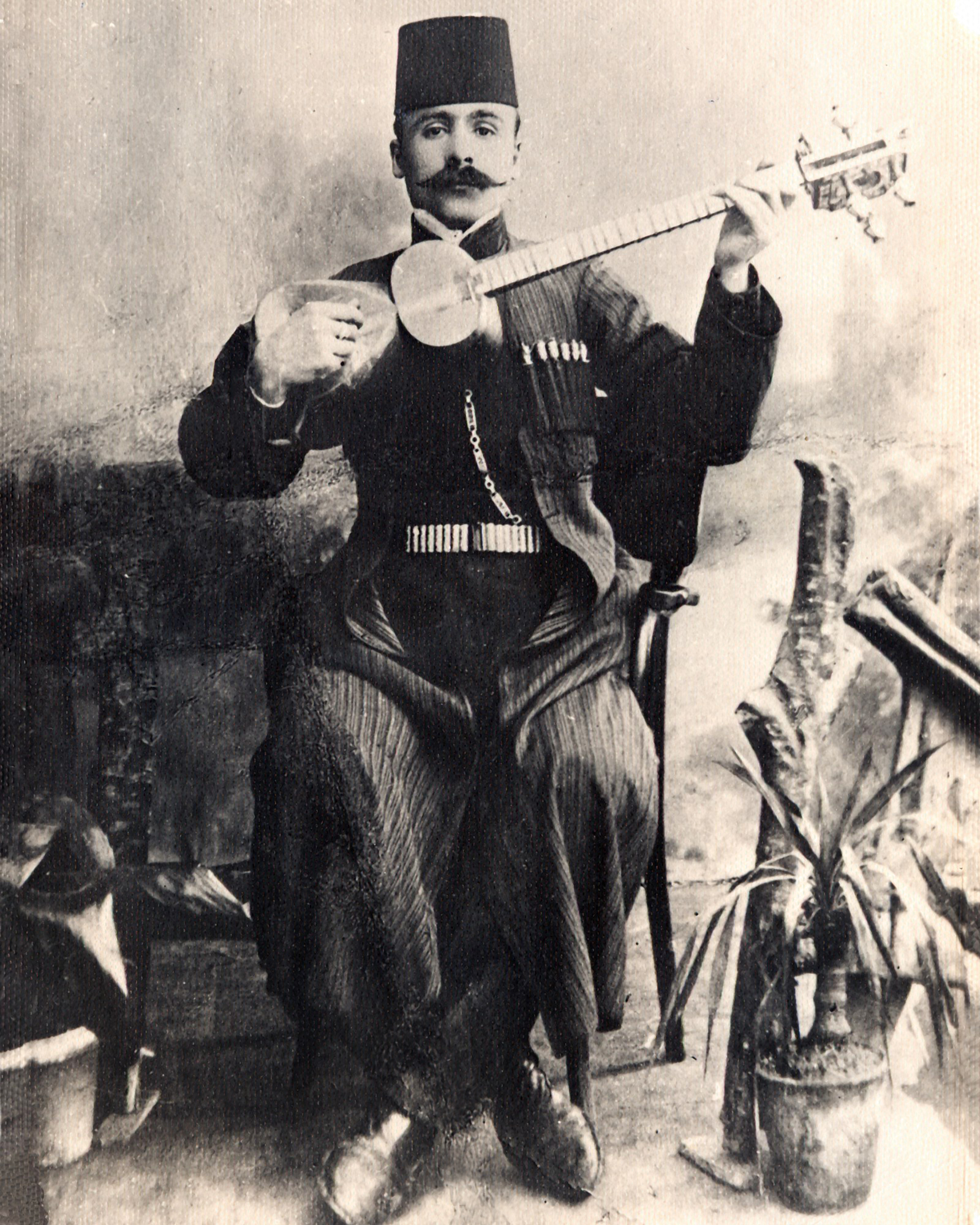
Meshadi Jamil Amirov

Le tar joue un rôle important dans la culture musicale d’aujourd’hui. De nos jours, en Azerbaïdjan, il est impossible d’imaginer une cérémonie solennelle, une fête et un programme de concert sans la présence du tar.
Les tars à deux, trois, quatre et cinq cordes ont existé dans l’histoire musicale azerbaïdjanaise.
Le nom de cet instrument de musique est mentionné dans les œuvres du grand poète Nizami Gandjavi. Dans la célèbre œuvre de Mahammad  Fuzuli, « Haft Jam » le troisième éloge est fait avec le tar. Il s’est inspiré de la musique de tar. Dans son œuvre « Maqasid al-alhan », Abdoulgadir Maragai a parlé de « chechtar » (tar à six cordes).
On rencontre la description du tar dans les peintures du Moyen Age. L’œuvre d’Abou Gassim Tabrizi « la fille qui joue du tar » peint en 1816 est intéressante de ce point du vue.
A la deuxième moitié du XIXe siècle, Mirza Sadig Asad oglou (Sadigdjan: 1846-1902) a apporté des modifications dans la structure et la forme du tar. Il a notamment augmenté la quantité de ses cordes de 6 à 11. Il a aussi modifié la manière de tenir le tar en le soulevant du niveau de genou au niveau de la poitrine. Ainsi dans la seconde moitié du XIXe siècle, le tar moderne azerbaïdjanais est apparu et s’est vite répandu dans toute la région.
En Azerbaïdjan, l’interprétation avec le tar est entrée dans une phase de développement plus fort au XXe siècle. En 1931, à l’initiative des célèbres compositeurs Uzeyir Hadjibeyli et Muslim Magomayev a été créé le premier orchestre national où le tar était l’instrument principal. Fondée par Uzeyir Hadjibeyli, l’école d’interprétation de musique a augmenté les possibilités artistiques et techniques du tar.
Le tar moderne azerbaïdjanais a été reconstruit sur la base des tars anciens du XIXe siècle dans la région de Karabakh d’Azerbaïdjan par Mirza Sadigdjan.

## Lutherie

### Matériaux et dimensions
La longueur du tar est de 850 mm, la hauteur de son corps de 165 mm, la largeur est de 185 mm. Il possède 11 cordes en métal de différents diamètres. On utilise la grosse corde (la corde seule) pour jouer le mougham (bourdon).
Le corps du târ est taillé dans un bloc de murier coupé en deux, évidé et recollé. Il a une forme de huit ou de double cœur. Une très fine membrane (en péricarde de taureau ou de veau) est ensuite collée sur le pourtour des faces laissées ouvertes. Dans le târ basse, l'ouverture du haut n'est pas recouverte, afin de donner plus de sonorité.
Sur la membrane inférieure, la plus large, est posé un petit chevalet (en os) à pieds, retenu par une cordelette au corps de l'instrument. Étant donné la grande fragilité de l'instrument à cet endroit, il y a souvent une déchirure due à un coup de plectre mal calculé ou trop fort ; une position parfaitement perpendiculaire du musicien évitera cette déconvenue.
Le manche en bois de noyer est collé au corps. La touche est recouverte de deux bandes d'os afin de faciliter le déplacement de la main gauche et d'améliorer la sonorité. Il y a 25 frettes en boyau nouées et amovibles
Le petit plectre est en métal (laiton ou bronze), parfois en os ou en ébonite. Il est  entouré de cire à une extrémité afin qu'il ne glisse pas des doigts.
Le târ s'écrit en clef de sol. Son ambitus s'étend sur 2.5 octaves : du Do 2 au Sol 4.

### Nombre de cordes
Les six cordes disposées en 3 chœurs sont en métal (acier et cuivre) et ont la particularité de ne pas être nouées aux chevilles, mais retenues par des cordelettes qui elles se nouent aux chevilles.
Le târ persan avait autrefois 5 cordes. La sixième corde a été ajoutée par l'un de ces grands interprètes passés : Darvish Khan.
Le setâr  persan avait à l'origine 3 cordes.
Le târ azéri qui a été introduit par Sadıqcan a une forme sensiblement différente et possède une peau de poisson, et cinq cordes harmoniques en plus.

## Place dans la culture traditionnelle

### Azerbaïdjan

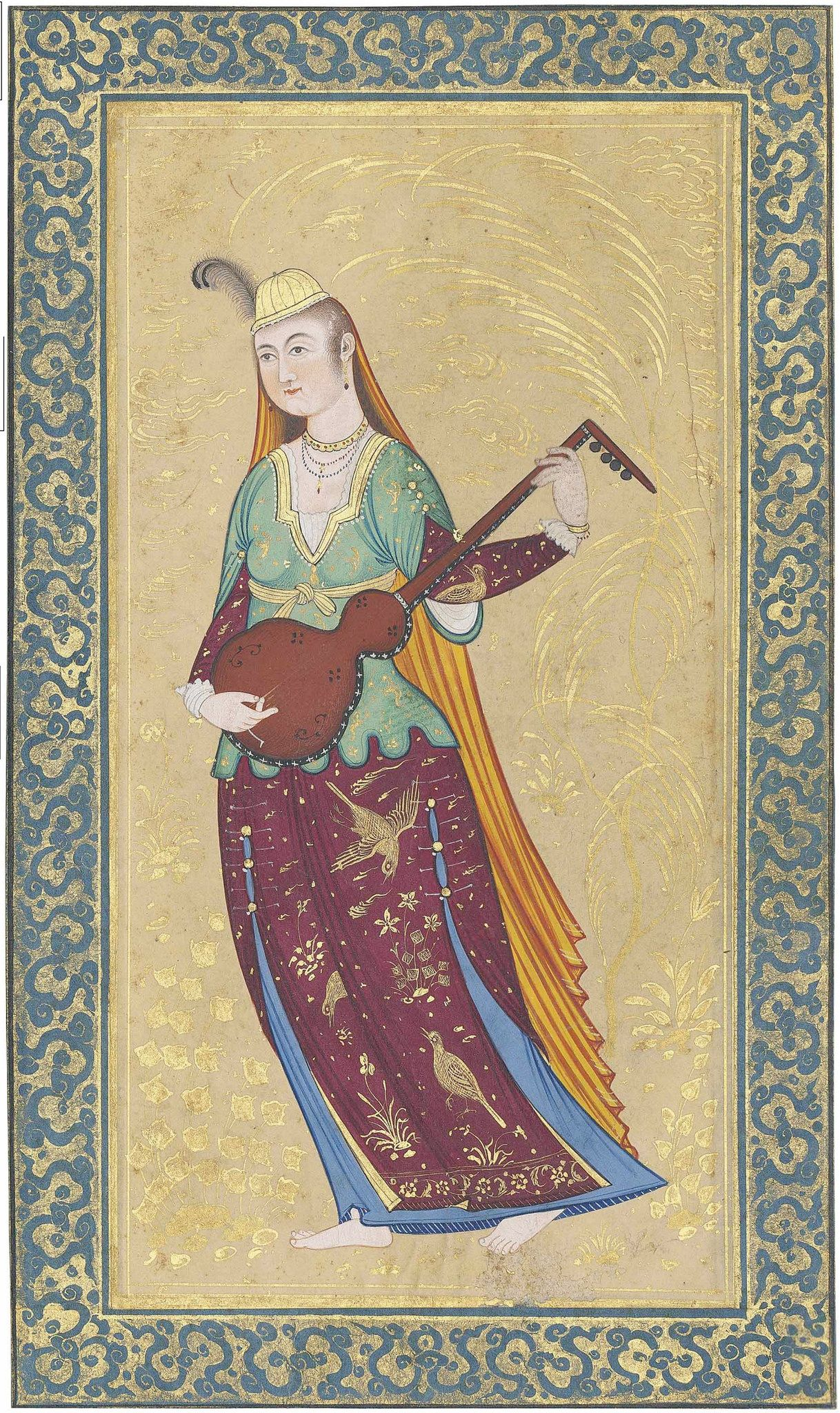
Une femme joue du tar, une miniature de l'Iran Qajar dans un style safavide.

Le tar est utilisé dans certains domaines de la culture musicale d’Azerbaïdjan, dans l’interprétation du mougham, dans les orchestres et ensemble d’instruments populaires, l’orchestre symphonique, à l’opéra et aussi comme l’instrument solo. Le tar est présent dans la musique contemporaine de jazz.
Le tar est l’instrument principal dans la composition du trio mougham (tar, kamantcha, gaval). Pour les opéras à mougham, la partie solo est accompagnée avec le tar.
Traditionnellement, le tar avec le kamantcha et le gaval en trio accompagne le chanteur. Il a aussi la possibilité d’interpréter successivement les musiques classiques, le mougham et de jouer en solo.

### Enseignement
En se basant sur les particularités acoustiques et les possibilités d’interprétation technique du tar, Uzeyir Hadjibeyli, le fameux compositeur azerbaïdjanais avait écrit  « Le tar est le plus précieux et le principal instrument qui peut développer l’enseignement de la musique orientale ».
L’enseignement professionnel du tar a commencé en 1935 au Collège Musical de Bakou qui porte le nom d’Assaf Zeynalli. En 1935, Said Rustamov, compositeur azerbaïdjanais a rédigé le premier manuel du tar. Quelques années plus tard, d’autres manuels ont également vu le jour. Les chercheurs musiciens ont étudié cet instrument de musique et ont écrit des articles scientifiques et des monographies.
En 1983, a été publié “Tar azerbaïdjanais”- la monographie scientifique de Vaguif Abdoulgassimov, vice-recteur de l’Académie Nationale d’Azerbaïdjan.
Dans toutes les régions d’Azerbaïdjan, des écoles de tar sont ouvertes. On y enseigne le métier du mougham de façon traditionnelle ou à l’aide des œuvres de musique.
Depuis 1985, Ramiz Gouliyev, professeur de l’Académie de Musique de Bakou et interprète de tar, a travaillé un certain nombre d’œuvres de compositeurs étrangers et azerbaïdjanais pour le tar et le piano.
De nos jours, des milliers d’élèves et étudiants apprennent professionnellement le secret de cet instrument et ce métier dans les collèges de musique, les gymnases, les écoles de musique et artistiques pour enfants, au Conservatoire National et à l’Université de la Culture et des Beaux-arts.

### Concours
Le concours national azerbaïdjanais qui porte le nom du célèbre interprète de tar Hadji Mammadov, le concours des interprètes de mougham organisé tous les deux ans à Astara, le concours national des instruments populaires parmi les écoles de musique et d’art sont très importants de ce point de vue.
Le concours “Okhou tar” organisé de 1967 jusqu’en 1980 a permis de décerner des diplômes de hauts niveau.
De 1990 à 2002, chaque année, des concerts solo ont été organisés à l’Académie de Musique de Bakou au nom d’Uzeyir Hadjibeyli et à la Philharmonie d’État au nom de Muslim Magomayev. Ces événements ont également joué un rôle important dans l’enseignement et la préservation du tar.
En 1997, l’organisation des événements commémoratifs pour le 150e anniversaire de Mirza Sadig Asad oglou, l’inventeur du tar azerbaïdjanais et le concours national d’interprètes des instruments de musique populaires ont été le résultat de l’attention et du soutien de l’État azerbaïdjanais.

## Jeu

### Position
Le târ se joue posé sur le genou droit, la main gauche sur le manche (bien droit, pas penché) et la droite avec le plectre, tenu entre pouce et index et joué par le poignet. Le musicien est soit assis par terre soit sur une chaise, soit même debout pour les Azéris et Arméniens qui tiennent plutôt le târ sur la poitrine, coincé par le coude droit, et jouent donc "très haut", grâce à une flexion du poignet.

### Techniques
On ne joue jamais d'accord dans ces musiques modales, et la dextérité de la main gauche (aux doigts très "allègres") ici est mise à rude épreuve. La main droite par de rapides et rythmiques mouvements d'une corde à l'autre, peut effectuer des chaharmezrabs très rapides, donnant l'impression que deux instruments jouent en même temps (l'un rythmique, l'autre mélodique).
Outre les techniques “ustmizrab” (appuyer le plectre en dessus), “altmizrab” (appuyer le plectre en dessous), “ust-altmizrab” (appuyer en dessus et en dessous) , alt-ustmizrab (appuyer en dessous - en dessus), rukh (droite-gauche), santurmizrab (dessus-dessous-dessus) et les autres techniques on utilise des techniques comme “lal barmag” (doigt muet), “dartma sim” (vibration), “surushdurma barmag” (glissando). Le musicien réalise une longue émission de son en frappant le plectre sur la corde et en serrant le tar contre sa poitrine. L’effet produit lors de cette pause s’appelle "khum".

### Accompagnement
Le târ peut se jouer en solo, accompagné de percussion, ou au sein d'un orchestre, à moins qu'il n'accompagne en solo, un chant.
Le târ est un des plus importants instruments de la musique classique persane et azérie. La formation, la compilation, l'édition et l'héritage des versions les plus authentiques et les plus complètes du radif sont tous travaillés à partir du târ. Les tendances générales de la musique perse classique ont toutes été fortement influencées par les joueurs de târ.
Actuellement, les interprètes iraniens les plus renommés sont : Mohammad Reza Lotfi, Hossein Alizadeh, Hamid Motebassem et Dariush Talai. 
La République d'Azerbaïdjan compte également de nombreux tarzen de talent. On peut citer notamment Ramiz Guliyev ou Bəhram Mansourov, et, parmi la jeune génération, Elçin Həşimov, Şəhriyar İmanov ou Humay Qədimova.
Le târ est une partie constitutive du trio classique de mugham (un genre de musique traditionnelle azérie) dont Bahram Mansourov est l'un des meilleurs interprètes.

## Dans la culture populaire
- Dans l'album de bande dessinée Poulet aux prunes de l'iranienne Marjane Satrapi, le târ est la passion vitale du personnage principal, Nasser Ali Khan, un oncle musicien de la mère de Marjane, l'un des meilleurs joueurs de târ de son époque (les années 1940 et 50), qui décide de mourir lorsque son instrument fétiche est définitivement hors d'usage.
- Dans l'adaptation cinématographique de 2011, de Marjane Satrapi et Vincent Paronnaud, le târ est remplacé - dans l'histoire - par un violon, également très présent dans la musique traditionnelle iranienne et dont la musique est jugée plus accessible que celle du târ, à la forme et au son très singuliers[2].

## Musiciens
- Farhang Sharif (1931-2016) est un compositeur et musicien iranien